# L'Olivera (empresa)
L'Olivera és una cooperativa de treball de Vallbona de les Monges que produeix principalment vins i oli d'oliva ecològics al mateix temps que promou la integració social i laboral de persones amb discapacitat intel·lectual o en risc d'exclusió social. Compta amb al voltant de 90 treballadors vinculats laboralment a l'entitat, als quals s'afegeixen uns altres 25 sota fórmules de treball protegit. Hi ha també unes altres 40 persones en diferents serveis que segueixen projectes d'acompanyament. A manera de complement a aquesta tasca, l'entitat disposa d'habitatges i pisos tutelats
El 2012 es va estrenar la pel·lícula documental Terra d'oportunitats centrada en la feina diària de les persones treballadores i alhora copropietàries de l'empresa. A banda, com a part del compromís amb la divulgació i la promoció del territori de la vall del Corb, L'Olivera ha desenvolupat diverses activitats enoturístiques que permeten als visitants conèixer de primera mà la filosofia del projecte.
El 2024 L'Olivera va comercialitzar 180.000 ampolles de vi i va produir 23.000 kg d'olives, amb una facturació que va superar els 3,3 milions d'euros i l'exportació va suposar-ne el 7%.

## Història
L'Olivera va néixer el 1974 quan un grup de joves liderats pel pare Josep Maria Segura, un capellà escolapi d'idees avançades, va voler crear una experiència socialitzadora centrada en el treball agrari. Al començament la comunitat es va instal·lar a l'antiga casa del mestre del poble cedida per l'ajuntament. El projecte va evolucionar significativament el 1989, quan van passar de ser simplement viticultors a elaboradors, i va sortir al mercat el seu primer vi anomenat Blanc de Serè. Tot i que el macabeu és el vaixell insígnia de L'Olivera, a les 20 hectàrees de vinyes pròpies a Vallbona de les Monges i als pobles veïns de Sant Martí de Maldà i Nalec, situades entre els 400 i 600 metres d'altitud, creixen més d'una desena de varietats, entre elles algunes d'antigues, com el trobat, que han començat a recuperar. Els terrenys, caracteritzats per un sòl argilós-calcari i terrasses de pedra seca, gaudeixen d'una climatologia privilegiada amb la influència del vent serè i la marinada, factors que contribueixen a una maduració òptima del raïm i a una concentració d'aromes excepcional.
El 2010, en el marc de l'anomenada agricultura periurbana, L'Olivera va traslladar aquest model al Parc Natural de Collserola per a gestionar les vinyes propietat de l'Ajuntament de Barcelona a la finca de Can Calopa de Dalt, on s'elabora el vi institucional anomenat Vinyes de Barcelona, a base de syrah i garnatxa, l'únic vi que es produeix a la ciutat de Barcelona, oferint feina a joves amb dificultats. Paral·lelament, L'Olivera també conrea més de 10 hectàrees de cereals, vinya i oliveres al parc agrari de Can Gambús a Sabadell.
El març de 2024, amb motiu del 50è aniversari de la fundació de L'Olivera, es va celebrar un aplec amb persones treballadores, sòcies, col·laboradores i famílies al celler de Vallbona de les Monges que va consistir amb un vermut musical, un dinar popular, la creació d'un mural col·lectiu i un concert del grup Ovidi4. L'Olivera també va elaborar un vi especial de raïm macabeu amb un cupatge de diferents elaboracions per a l'ocasió, amb una edició limitada de 1.050 ampolles, que es va presentar al mes de maig al Museu de les Cultures del Vi de Vilafranca del Penedès. L'etiqueta de l'ampolla va ser obra del reconegut dissenyador Claret Serrahima i la seua filla, Ariadna. El programa per a commemorar els 50 anys de la cooperativa també va incloure una gran festa a la masia de Can Calopa el mateix mes i la publicació d'un llibre que recopila una cinquantena de testimonis de persones que han participat en el projecte des dels seus inicis.
El desembre de 2024, l'oli Finques que s'elabora a L'Olivera va ser mereixedor del premi al Millor Oli d'Oliva Verge Extra de Catalunya en la primera edició de la Nit de l'Oli que es va celebrar a la Fatarella, uns premis que atorga el Departament d'Agricultura, Ramaderia, Pesca i Alimentació de la Generalitat de Catalunya en què el Finques es va emportar un triple premi: millor oli d'oliva verge extra afruitat verd intens de petits productors, millor oli de producció ecològica i millor monovarietal d'arbequina.

## Filmografia
- Terra d'oportunitats (Roger Roca, 2012)